# Rockaway Beach (Oregon)
Rockaway Beach és una població dels Estats Units a l'estat d'Oregon. Segons el cens del 2000 tenia 1.276 habitants.

## Demografia
Segons el cens del 2000, Rockaway Beach tenia 1.267 habitants, 635 habitatges, i 368 famílies. La densitat de població era de 317,7 habitants per km².
Dels 635 habitatges en un 12,8% hi vivien nens de menys de 18 anys, en un 47,6% hi vivien parelles casades, en un 7,4% dones solteres, i en un 41,9% no eren unitats familiars. En el 35,3% dels habitatges hi vivien persones soles el 16,7% de les quals corresponia a persones de 65 anys o més que vivien soles. El nombre mitjà de persones vivint en cada habitatge era d'1,99 i el nombre mitjà de persones que vivien en cada família era de 2,51.
Per edats la població es repartia de la següent manera: un 14% tenia menys de 18 anys, un 3,9% entre 18 i 24, un 20,1% entre 25 i 44, un 31,3% de 45 a 60 i un 30,6% 65 anys o més.
L'edat mediana era de 52 anys. Per cada 100 dones de 18 o més anys hi havia 94,8 homes.
La renda mediana per habitatge era de 28.798$ i la renda mediana per família de 35.742$. Els homes tenien una renda mediana de 30.956$ mentre que les dones 21.776$. La renda per capita de la població era de 17.766$. Aproximadament el 7% de les famílies i el 10,8% de la població estaven per davall del llindar de pobresa.

## Poblacions més properes
El següent diagrama mostra les poblacions més properes.